# Musculus rotatores cervicis
A musculus rotatores cervicis néhány izmot magába foglaló csoport mely az ember csigolyái között találhatók.

## Eredés, tapadás, elhelyezkedés
A nyakcsigolyák processus transversus vertebrae-ről ered. Mindig a következő csigolya processus spinosus vertebrae-nek az alapján tapad.

## Funkció
Forgatja a gerincet.

## Beidegzés
A ramus posterior nervi spinalis idegzi be.

## Külső hivatkozások
- Kép, leírás